# João de Sousa Carvalho
João de Sousa Carvalho (Estremoz, 22 février 1745 – Alentejo, 1799) est un compositeur et professeur de musique portugais.

## Biographie
João de Sousa Carvalho naît à Estremoz. Il étudie la musique dès octobre 1753 au Colégio dos Santos Reis à Vila Viçosa, puis, à partir de 1761 au Conservatoire de San Onofrio à Naples avec Carlo Cotumacci. En 1766, sa mise en musique du livret de Métastase, La Nitteti, est jouée à Rome, mais la partition est perdue. L'année suivante, il s'installe à Lisbonne et il rejoint la fraternité de Santa Cecilia de Lisbonne et est nommé professeur de contrepoint (novembre 1767) au Seminário da Patriarcal, où il est plus tard mestre (1769–1773) et mestre de capela (1773–1798). En 1778, il est nommé professeur de chant de la famille royale.
Ses nombreuses œuvres pour l'église sont écrits dans un style similaire à celui de Niccolò Jommelli et parfois proche de Haydn. Plusieurs de ses opéras serias et sérénades sont joués dans les palais royaux d'Ajuda et Queluz. Une petite partie de sa musique pour clavier survit et il est joué parfois de nos jours.
Carvalho est le compositeur portugais le plus important de sa génération et l’un des meilleurs de l’histoire du Portugal.

## Œuvres (sélection)
- L’amore industrioso, 1769 (recréation en 1943, 1967)
- Eumene (dramma serio per musica), 1773
- L’Angelica (serenata), 1778
- Perseo (serenata), 1779
- Testoride argonauta (dramma), 1780 (recréation 1987)
- Seleuco, re di Siria (dramma), 1781
- Everardo II, re di Lituania (dramma), 1782
- Penelope nella partenza da Sparta (dramma per musica), 1782
- L’Endimione (dramma per musica), 1783
- Tomiri (dramma per musica), 1783
- Adrasto, re degli Argivi (dramma per musica), 1784
- Nettuno ed Egle (favola pastorale), 1785
- Alcione (dramma per musica), 1787
- Numa Pompilio II, re dei romani (serenata), 1789
- Fiat Misericordia[3]
- Messes : 1769, 1789, 1792